# Dellacasiellus concavus
Dellacasiellus concavus är en skalbaggsart som beskrevs av Thomas Say 1823. Dellacasiellus concavus ingår i släktet Dellacasiellus och familjen Aphodiidae. Inga underarter finns listade i Catalogue of Life.